# Чемпіонат світу з біатлону 2010
46-й чемпіонат світу з біатлону відбувся в Ханти-Мансійську, Росія, 28 березня 2010 року. Розіграно тільки один комплект медалей — у  змішаній естафеті.

## Розклад змагань
| Дата       | Час   | Дисципліна                     |
| ---------- | ----- | ------------------------------ |
| 28 березня | 15:15 | Змішана естафета, 2х6/2х7,5 км |

## Таблиця медалей
| Місце | Країна    |   |   |   | Всього |
| ----- | --------- | - | - | - | ------ |
| 1     | Німеччина | 1 | - | - | 1      |
| 2     | Норвегія  | - | 1 | - | 1      |
| 3     | Швеція    | - | - | 1 | 1      |

## Результати
| Місце             | Країна/Спортсмен                                                                    | Час                                       | Штрафи (P+S)                            | Відставання |
| ----------------- | ----------------------------------------------------------------------------------- | ----------------------------------------- | --------------------------------------- | ----------- |
|                   | Німеччина Симона Гаусвальд Магдалена Нойнер Сімон Шемпп Арнд Пайффер                | 1:18:17.4 18:36.0 18:32.7 20:44.7 20:24.0 | 0+5 0+1 0+2 0+1 0+1 0+0 0+0 0+0 0+2 0+0 |             |
|                   | Норвегія Анн-Крістін Флатланн Тура Бергер Еміль Хегле Свендсен Уле-Ейнар Б'єрндален | 1:19:41.4 18:58.5 19:31.0 20:44.6 20:27.3 | 0+2 0+4 0+0 0+1 0+1 0+2 0+0 0+0 0+1 0+1 | +1:24.0     |
|                   | Швеція Хелена Юнссон Анна-Карін Улофссон-Зідек Б'єрн Феррі Карл-Юхан Бергман        | 1:19:48.2 19:16.0 19:30.1 21:15.2 19:46.9 | 0+6 0+5 0+2 0+3 0+3 0+0 0+1 0+1 0+0 0+1 | +1:30.8     |
| 4                 | Росія Яна Романова Ольга Зайцева Максим Чудов Іван Черезов                          | 1:19:59.5 19:04.9 20:06.5 21:08.1 19:40.0 | 0+3 1+6 0+0 0+1 0+0 1+3 0+3 0+2 0+0 0+0 | +1:42.1     |
| 5                 | Франція Марі-Лор Брюне Сандрін Байї Сімон Фуркад Мартен Фуркад                      | 1:20:25.6 19:24.0 20:22.4 20:14.6 20:24.6 | 0+6 0+3 0+2 0+0 0+3 0+1 0+0 0+1 0+1 0+1 | +2:08.2     |
| 6                 | Україна Оксана Хвостенко Віта Семеренко Сергій Седнєв Андрій Дериземля              | 1:20:41.7 18:50.6 20:04.2 21:05.4 20:41.5 | 0+3 0+7 0+0 0+0 0+2 0+2 0+0 0+2 0+1 0+3 | +2:24.3     |
| Фінішний протокол |                                                                                     |                                           |                                         |             |